# Carl Helmuth Preben Berg Sørensen
Carl Helmuth Preben Berg Sørensen (født 15. december 1917 i Hillerød, død 9. august 1944 i Rorup nær Osted) var en dansk modstandsmand.

## Liv
Carl Sørensen var søn af Ludvig Theodor Sørensen og Ellen Annette Cecilie Berg. I november 1941 blev han gift i Solbjerg Kirke med Else Julie Kirstine Gyldholm, hvis bror Knud Erik Henning Gyldholm også var med i modstandsbevægelsen i København.
Carl Sørensen var medlem af modstandsgruppen BOPA og blev henrettet ved skydning af Gestapo sammen med 10 andre fanger fra Shellhuset i København. Han blev anholdt 25. maj 1944 i sit hjem sammen med sin hustru. Han var på vej til Frøslevlejren på en lastbil, der standsede ved Rorup nær Osted mellem Roskilde og Ringsted. Iført håndjern blev alle 11 bedt om at træde af på ”naturens vegne” og alle blev skudt af Gestapo angiveligt under flugtforsøg. Også hans svoger Knud Gyldholm blev skudt under massakren.
En mindeplade opsat på Lindevangsskolen på Frederiksberg, hvor han gik i skole.   